# Twin Town
Pour plus de détails, voir Fiche technique et Distribution.
Twin Town est un film britannique réalisé par Kevin Allen, sorti en 1997.

## Synopsis
Jeremy et Julian Lewis, deux frères inséparables, vivent de petits larcins à Swansea. Leur père Fatty tombe d'une échelle en travaillant pour Bryn Cartwright, homme d'affaires et trafiquant de drogues local. Lorsque Cartwright refuse d'offrir une compensation financière pour cet accident de travail, les frères Lewis se vengent en urinant sur sa fille lorsqu'elle chante dans une soirée karaoké. En représailles, Cartwright les tabasse avec l'aide de Terry Walsh, un policier corrompu.
Pour se venger, les jumeaux décapite le caniche de la famille Cartwright. Terry va alors enquêter dans la caravane où ils vivent, et trouve le collier du chien. Informé, Cartwright demande alors à Terry de tuer le chien des jumeaux. Il s'exécute, enfermant le chien dans la niche qu'il enflamme. Le feu provoque accidentellement une explosion, et les parents des jumeaux ainsi que leur sœur sont tués. En retour, les frères tuent Cartwright et Terry.

## Fiche technique
- Titre : Twin Town
- Réalisation : Kevin Allen
- Scénario : Kevin Allen et Paul Durden
- Décors : Pat Campbell
- Costumes : Rachael Fleming
- Photographie : John Mathieson
- Montage : Oral Norrie Ottey
- Musique : Mark Thomas
- Production : Peter McAleese
- Sociétés de production : Agenda,  Aimimage Productions, Figment Films et Polygram Filmed Entertainment
- Budget : 3 300 000 $[1]
- Pays de production : Royaume-Uni
- Langue : anglais
- Format : couleurs - Dolby Digital - 1,85:1
- Genre : Comédie noire et film de gangsters
- Durée : 99 minutes
- Dates de sortie : 
  - Royaume-Uni : 11 avril 1997
  - France : 16 juillet 1997

## Distribution
- Llyr Evans (VF : Olivier Jankovic) : Julian Lewis
- Rhys Ifans (VF : Patrick Mancini) : Jeremy Lewis
- Dorien Thomas (VF : Daniel Lafourcade) : Greyo
- Dougray Scott (VF : Éric Herson-Macarel) : Terry Walsh
- Buddug Williams (VF : Annick Alane) : Mrs. Mort
- Ronnie Williams (VF : Fernand Berset) : Mr. Mort
- Huw Ceredig (VF : Bernard-Pierre Donnadieu) : Fatty Lewis
- Rachel Scorgie (VF : Nathalie Régnier) : Adie Lewis
- Di Botcher (VF : Louison Roblin) : Jean Lewis
- David Hayman (VF : François Jaubert) : Dodgy
- Brian Hibbard (VF : Dominique Collignon-Maurin) : Dai Rhys
- Morgan Hopkins (VF : Régis Lang) : Chip Roberts
- Sion Tudor Owen (VF : Michel Tugot-Doris) : Dewi
- William Thomas (VF : Jean Lescot) : Bryn Cartwright
- Jenny Evans (VF : Catherine Le Hénan) : Bonny Cartwright
- Sue Roderick (VF : Chrystelle Labaude) : Lucy Cartwright
- Bhasker Patel (VF : Asil Raïs) : Ranjit
- Michael Cunningham (VF : William Sabatier) : Mr. Waldron
- Keith Allen (VF : Jacques Bouanich) : Emrys

## Accueil
Le film a été un échec commercial, ne réalisant que 180 000 entrées au Royaume-Uni et environ 470 000 dans toute l'Europe. Aux États-Unis, il n'a rapporté qu'un peu plus de 127 000 $ au box-office.
Il obtient 46 % de critiques favorables, avec un score moyen de 5,4/10 et sur la base de 13 critiques collectées, sur le site internet Rotten Tomatoes.

## Distinctions
Le film a été présenté en sélection officielle en compétition lors de Berlinale 1997.